# 明季南略
《明季南略》，明末清初無錫人計六奇（1622年－？）著，凡十六卷，上起清順治元年（1644年）五月、止於康熙四年（1665年）二月，記述南明史略與鄭成功事蹟。其序曰：「虽叙次不伦，见闻各异，而笔之所至，雅俗兼收，有明之微绪余烬，皆毕于是矣。」

## 內容架構
《南略》與《明季北略》幾乎是同時進行編寫的，二書资料来源广泛，标明出处的史料就有《野乘》、《野记》、《遗闻》、《国难录》、《史略》、《甲乙史》、《幸存录》、《无锡记》、《无锡实录》、《江阴野史》、《闽事纪略》、《安龙纪事》、《粤事记》等七十餘種。李慈銘認為《南略》所记多为亲历，“以闻见较亲，故大端无误”。1944年甲申年，郭沫若在重慶著述《甲申三百年祭》一文，即大量參考《明季南略》與《明季北略》二書，要求中國共產黨高幹記取歷史教訓，不能重蹈李自成覆轍。

## 刊本
清代抄本由中華書局於1984年出版。